# ماتیا اسپروکاتی
ماتیا اسپروکاتی (انگلیسی: Mattia Sprocati؛ زادهٔ ۲۸ آوریل ۱۹۹۳) بازیکن فوتبال اهل ایتالیا است.
از باشگاه‌هایی که در آن بازی کرده‌است می‌توان به باشگاه فوتبال پروجا، باشگاه ورزشی لاتزیو، باشگاه فوتبال پارما، باشگاه فوتبال کروتونه، باشگاه فوتبال رجانا، باشگاه فوتبال آتالانتا، و باشگاه فوتبال پرو ورچلی اشاره کرد.